# Misty Mountain Hop
Misty Mountain Hop è un brano del gruppo musicale britannico Led Zeppelin, quinta traccia del quarto album in studio Led Zeppelin IV, pubblicato nel 1971.

## Descrizione
Il testo della canzone parla di un incontro del gruppo con la polizia dopo aver fumato marijuana in un parco e contiene vari riferimenti (come la Misty Mountain, Montagna nebbiosa) al romanzo del 1937 Lo Hobbit scritto da J. R. R. Tolkien.
Il brano fu inserito come lato B del singolo di Black Dog commercializzato negli Stati Uniti d'America e Australia.

## Formazione
- Robert Plant – voce principale, tamburello
- Jimmy Page – chitarra elettrica, chitarra folk, pedal steel guitar, cori
- John Paul Jones – basso, EMS VCS3, flauti dolci, mellotron, organo, pianoforte, pianoforte elettrico, cori
- John Bonham – batteria, timpani, cori

## Cover
Sono state fatte numerosissime cover per questa canzone tra cui:
- 1991: Dread Zeppelin (5,000,000)
- 1993: 7 Seconds (The Song Retains the Name II)
- 1994: Cinnamon (Cinnamon II)
- 1995: 4 Non Blondes (Encomium: A Tribute to Led Zeppelin)
- 1995: Alon Nadel & Friends (Jazzeppelin)
- 1998: Sansi Janiba's Infectious Groove (A Tribute to John Bonham)
- 1999: Taime Downe (The Song Remains Remixed: A Tribute to Led Zeppelin, Sigue Sigue Sputnik remix)
- 1999: Makoto Ihara (Super Rock Summit)
- 1999: Pondlife ("Misty Mountain Hop" CD single)
- 2000: Jimmy Page & The Black Crowes (Live at the Greek [bonus tracks edition])
- 2000: Kokoo (Super-Nova)
- 2001: Out of Phase (A Tribute to Led Zeppelin IV)
- 2001: Never Never (Never Never Tribute II)
- 2003: vari artisti (Pickin' on Led Zeppelin, Volume II: A Bluegrass Tribute)
- 2004: Bruce Lash (Prozak for Lovers II)
- 2004: 2 Many DJs (As Heard on Radio Soulwax Pt. 8 [remix])
- 2005: The Rockies (The Hits Re-loaded: The Music of Led Zeppelin)
- 2005: Cee (Hip-Hop tribute to Led Zeppelin)
- 2006: Glenn Hughes (Music for the Divine [bonus tracks edition])
- 2006: Dream Theater (Two Nights In North America [limited release])
- 2006: Greg Reeves & Eric Stock (Dub Tribute to Led Zeppelin)
- 2007: Heart (Dreamboat Annie Live)
- 2007: Zepparella (A Pleasing Pounding)
- 2007: Letz Zep (Letz Zep II: Live in London)
- 2008: Harry Slash & The Slashtones (Misty Mountain Hop: A Millennium Tribute to Led Zeppelin)
- 2010: Supercute! (Supercute!)